# Croce al servizio civile
La croce al servizio civile fu una medaglia di benemerenza dell'Impero austriaco.

## Storia
La croce al servizio civile venne creata il 16 febbraio 1850 dall'imperatore Francesco Giuseppe d'Austria per ricompensare quanti si fossero distinti al servizio della patria e delle comunità austriache, prestando un servizio socialmente utile.
Essa era suddivisa in quattro classi di benemerenza:
- croce d'oro con corona
- croce d'oro
- croce d'argento con corona
- croce d'argento

## Insegne
Le insegne della medaglia, consistevano in una croce smaltata di rosso al cui centro stava un medaglione smaltato di bianco con in oro le iniziali del monarca "FJ" (Franz Joseph), circondate da un'iscrizione circolare col motto dell'Impero "VIRIBUS UNITIS" (con le forze unite). Sul retro, al centro del medaglione, si trovava l'anno di fondazione della medaglia "1849".
La medaglia veniva portata sulla parte sinistra, appesa ad un nastro di colore rosso.
Le persone che si erano guadagnate tale onorificenza in tempo di guerra, potevano portare questa medaglia con lo stesso nastro della medaglia al coraggio stabilita da un decreto imperiale del 20 settembre 1914.
Dal 13 dicembre 1916, nel caso di particolari azioni di merito in campo di guerra e contro il nemico, vennero introdotte anche due spade incrociate da apporre sul nastro.